# Берникур
Бернику́р (фр. Bergnicourt) — коммуна во Франции, находится в регионе Шампань — Арденны. Департамент коммуны — Арденны. Входит в состав кантона Асфельд. Округ коммуны — Ретель.
Код INSEE коммуны — 08368.
Коммуна расположена приблизительно в 155 км к северо-востоку от Парижа, в 55 км севернее Шалон-ан-Шампани, в 55 км к юго-западу от Шарлевиль-Мезьера.

## Население
Население коммуны на 2008 год составляло 172 человека.
| 1962 | 1968 | 1975 | 1982 | 1990 | 1999 | 2008 |
| ---- | ---- | ---- | ---- | ---- | ---- | ---- |
| 120  | 134  | 146  | 159  | 164  | 151  | 172  |

## Администрация
| Период | Период | Фамилия         | Партия | Должность |
| ------ | ------ | --------------- | ------ | --------- |
| 2001   | 2008   | Жан-Клод Фортен |        |           |
| 2008   |        | Сирий Марк      |        |           |

## Экономика
В 2007 году среди 118 человек в трудоспособном возрасте (15—64 лет) 91 были экономически активными, 27 — неактивными (показатель активности — 77,1 %, в 1999 году было 75,9 %). Из 91 активных работали 86 человек (48 мужчин и 38 женщин), безработными были 5 женщин. Среди 27 неактивных 1 человек был учеником или студентом, 16 — пенсионерами, 10 были неактивными по другим причинам.